# Barbagli plenilunari
Barbagli plenilunari è un dipinto di Salvatore Corvaya. Eseguito nel 1924, appartiene alle collezioni d'arte della Fondazione Cariplo.

## Descrizione
Il paesaggio è uno dei soggetti che l'autore praticò con minor frequenza e solo in fase matura. In questo dipinto è comunque rinvenibile una notevole aderenza all'ormai tramontato gusto verista, come consuetudine nella produzione di Corvaya; il titolo e la forte connotazione chiaroscurale dell'opera, ai limiti dell'oleografico, richiamano invece il gusto tardoromantico.

## Storia
Il dipinto, realizzato nel 1924, fu esposto quello stesso anno alla mostra annuale della Società Permanente, e in quell'occasione venne acquistato dalla Fondazione Cariplo.